# Dubdogz
Dubdogz é um duo de música eletrônica formada pelos irmãos gêmeos Marcos Ruback Schmidt e Lucas Ruback Schmidt (Juiz de Fora, 27 de dezembro de 1993). Nascidos em Juiz de Fora, Minas Gerais, os jovens contabilizam mais de 10 anos de carreira, nos quais criaram diferentes projetos solos de Hi-Tempo, sendo eles Wega e Ruback . Após amadurecimento artístico e musical, o projeto Dubdogz teve início em 2016, com o primeiro grande sucesso sendo o remix de “Pumped Up Kicks”, da banda Foster The People, em colaboração com Joy Corporation, com mais de 20 milhões de streams no Spotify.
A faixa autoral “Techno Prank”, o primeiro grande hit do duo, contabiliza mais de 57 milhões de transmissões. Já a música “Infinity”, em parceria com Bhaskar, chegou ainda mais longe: mais de 78 milhões de plays rompendo as barreiras continentais e ficando entre as músicas mais tocadas da França e Alemanha.
O duo apresenta produções afiadas que transitam entre o Slap House / Slap Bass até o Progressive House, com shows completos e muito carisma, característica especial dos produtores que nasceram para fazer a alegria das pistas. Os artistas já tocaram em diversos países, como África do Sul, Alemanha, Austrália, Dinamarca, França, Inglaterra, México, Portugal, Suíça e Tailândia; além de ter na bagagem passagens por grandes festivais, como Rock in Rio, Lollapalooza Brasil, Tomorrowland Brasil, XXXperience, Só Track Boa, Electric Zoo Brasil e Ultra Music Festival Brasil.
Em 2017, estrearam no Top 50 DJs do Brasil, realizado pela House Mag, na posição nº 33. Dois anos depois, os irmãos foram homenageados com o título de cidadãos beneméritos de Juiz de Fora pela Câmara Municipal da cidade, como reconhecimento do município sobre a importância do Dubdogz no desenvolvimento do cenário da música eletrônica nacional e internacional.
Os irmãos também possuem uma festa própria, chamada “Dog Party”. Além disso, a introdução e abertura dos shows dos DJs e produtores é feita pelo ator e comediante Rafael Portugal. 

## Infância
Os gêmeos Marcos e Lucas nasceram em Juiz de Fora, Minas Gerais, onde moravam e estudavam. Quando crianças, como faziam bagunça e corriam pela casa com o irmão Matheus Ruback Schmidt, a mãe Joana Ruback Schmidt resolveu colocar os três filhos para fazer aula de música. Marcos aprendia guitarra, Lucas tocava bateria e Matheus baixo.  
O tio Vinicius Spada Schmidt levava os garotos para a escola com o volume alto do carro ao som de música eletrônica, pois frequentava as festas rave. Aos 12 anos, os gêmeos pediam aos pais para ir às festas e, como solução, o tio emprestou um CDJ para que os meninos começassem a aprender.
Marcos e Lucas passavam o dia todo entendendo a ferramenta e logo começaram a tocar. Inclusive, faziam shows nas festas da escola que estudavam, o Colégio Catedral. Após uma das performances, foram convidados para apresentar-se em um sítio. Depois disso, já estavam cotados para festas em outros locais.
Aos 14 anos, foram para São Paulo para fazer curso de produção musical e passaram a produzir as próprias músicas. Dois anos depois, aos 16, embarcaram para tocar na primeira festa fora do Brasil, e tiveram que levar o irmão mais velho como responsável, sendo os únicos músicos e artistas da família.

## 2016 - atualmente: carreira
Marcos e Lucas criaram a dupla Wega em 2011 com foco no gênero Trance. Nos anos seguintes, deram vida ao projeto Ruback, ainda transitando pelo Progressive Trance. Em 2016, nasceu o duo Dubdogz, com os irmãos voltando a sonoridade para novas vertentes da música eletrônica.
O primeiro sucesso veio no mesmo ano, com o remix de “Pumped Up Kicks”, da banda Foster The People, em colaboração com Joy Corporation que atingiu aproximadamente 20 milhões de transmissões. Em seguida, vieram os singles “Promises”; “Dreaming” (com Bhaskar); “Sunrise” (com Ilicris); “Like Love”, em parceria com Zerky; “For You” (com Shapeless); “Meantime”; “Bass (Hold On)”, em parceria com Clubbers; “Maybe”, com Ralk e Hugo Henrique; e “Coming Home”, com Jetlag e Duckhandz. Entre os remixes, “Redemption Song”, de Bob Marley; “World Hold On”, de Bob Sinclair, em parceria com Vintage Culture, com 34 milhões de plays; “O Sol”, de Vitor Kley; “Dog Days”, de Florence and The Machine, com Brannco e Rodrigo Luca; “Don’t Let Me Go”, de David Guetta, com RQntz; e “Algo Parecido”, do Skank, em parceria com Bruno Be.
Em 2019, organizaram a primeira edição de sua festa própria, a “Dog Party”, na Privilege Juiz de Fora, com temática inspirada na viagem pela África do Sul. No mesmo ano, os irmãos criaram outro projeto, o Chemical Dogz, em parceria com os DJs e produtores Chemical Surf. Também vieram os singles “Rascunho”, com 3030 e Bhaskar; “Azkaban”, com Beowülf e Woo2tech; “Techno Prank”, o hit de quase 60 milhões de transmissões; e “Feel the Vibe (Uh Uh)”, com The Fish House. Além dos remixes “Summer Jam” com SUBB; “Lady” em parceria com Felguk; “Ainda Gosto Dela”, do Skank, em collab com RQntz e Lowsince; “Alors On Danse”, de Stromae, pela Musical Freedom, gravadora de Tiësto, com mais de 50 milhões de plays; “The Moment”, de Sonny Fodera, collab com Zuffo. 
2020 foi um ano com muitas músicas, entre elas “Infinity”, em parceria com Bhaskar, com mais de 78 milhões de plays; “Free My Mind”, com Alok e Rooftime; remix de “Baila Conmigo”; single “Atomic Bomb (feat. Juan Alcasar)” com Jetlag e Vitor Bueno; “Pablo Escobar (feat. Charlott Boss)”; “Cookie Dough” com Quarterhead; “Love It (Sun Goes Down) (feat. Lauren Nicole)”, em parceria com KVSH e Disorder; remix de “Tu Tu Tu (That’s Why We)”, do Galantis, com SUBB; remix de “Psycho Killer”, collab com Ten Tonne Skeleton; remix de “Dias Melhores”, do Jota Quest; e dois EPs - “Day” e “Night”, pela Spinnin’ Records.
Usando o tempo de sobra no estúdio, em 2021 a dupla vem lançando várias músicas, muitas delas pela gravadora internacional Spinnin’ Records. Entre as faixas: “Drop It (feat. LUISAH)”, com Flakkë e Mariana BO pela Musical Freedom; “Hotel Fellatio”, com Ida Corr e HEDEGAARD; “100 Degrees”, parceria com Bhaskar, Calmany & Grey e Séb Mont pela CONTROVERSIA, gravadora de Alok; “Next To You”, feita com Moguai e Jasmine Pace; “The Lion (feat. Sara Sangfelt)”, lançada pela Dharma Worlwide, de KSHMR, produzida em collab com Liu e Hard Lights; “Good Good” com os amigos Cat Dealers; e “Ain’t No Sunshine”, remake do clássico de mesmo nome, feita com JØRD e Jasmine Pace.
Ainda neste ano, Dubdogz lançou sua própria gravadora, a Chorou Records. A estreia foi feita com “Everybody Wants to Party”, colaboração com JØRD que já possui quase 16 milhões de plays. Para completar, receberam convites diretamente de grandes artistas internacionais para trabalhar em remixes, como é o caso de “Show Me Love”, original de Robin S, Laidback Luke e Steve Angello; “Mania de Você”, de Rita Lee, com remix feito com Watzgood e parte da coletânea “Classix Remix”; “The Business”, faixa de Tiësto que foi remixada com Vintage Culture; além do convite para produzirem e lançarem uma nova versão de “Remember”, do número 1 do mundo, David Guetta e da cantora britânica Becky Hill.

## Prêmios e indicações

### House Mag
- N. 34 no TOP 50 DJs House Mag (2017)[15]
- Top 100 DJs 2021: the next 50 (2021)[16]

### Eletro Vibez
- N. 3 no Top 50 DJs do Brasil de acordo com os ouvintes no Spotify (2021)[17]

### Sonzeira
- N. 3 no TOP 100 Mais ouvidos Sonzeira [18]

### 1001 TrackLists
- N. 84 no Top 101 Produtores de 2021 [19]